# Крістіан Гарін
Крістіан Ігнасіо Гарін Медон  (ісп. Cristian Ignacio Garín Medone; вимова ісп.: [ˈKɾistjaŋ ɡaˈɾin];  нар. 30 травня 1996 р.) — чилійський професійний тенісист. Це наймолодший гравець Чилі, який виграв матч ATP високого рівня, перемігши Душана Лайовича у віці 16 років та 8 місяців у першому раунді VTR Open 2013.  Він став переможцем юніорського Відкритого чемпіонату Франції 2013 року, перемігши у фіналі Олександра Звєрєва. 24 лютого 2020 року він досягнув найвищого рівня кар’єри в ATP серед 18-го світового рейтингу, і є чинним чилійським тенісистом №1.  Він також має рейтинг парного рейтингу світу № 206, досягнутий 10 травня 2021 року.
Гарін виграв п’ять турнірів ATP, все на глині. На початку 2019 року він досяг своїх перших стабільних результатів в ATP Tour, діставшись до трьох фіналів у п'яти турнірах: він фінішував віце-чемпіоном на Brasil Open 2019, виграв свій перший титул ATP на чемпіонаті США на глинистому корті у 2019 році і виграв свій другий титул на BMW Open 2019. Гарін отримав свій третій титул на Відкритому чемпіонаті Кордови 2020 року. Вигравши свій перший титул ATP Tour 500 (загальний четвертий) на Ріо-Відкритому чемпіонаті 2020 року, Гарін став шостим у світі чилійцем, який потрапив до топ-20.

## Юніорська кар’єра
У 2010 році Гарін виграв чемпіонат світу до 14 років разом з Бастіаном Малла та Себастьяном Сантібаньєсом, перемігши Італію у фіналі. Наступного року, у 14 років, Гарін виграв свій перший титул серед юніорів ITF на Паскуас Боул, турнірі 5 класу.  У 2012 році, коли Гаріну було 16 років, він пробив десятку в рейтингу юніорів ITF після перемоги в Еді Ерра (G1) в одиночному та парному розрядах та парному розряді Orange Bowl у партнерстві з Ніколасом Джаррі.
На Відкритому чемпіонаті Франції 2013 року Гарін дійшов до свого першого юнацького фіналу Великого шолома як в одиночному, так і в парному розрядах. Він пропустив лише один сет на шляху до фіналу в одиночному розряді, зустрівшись з німецьким тенісистом Олександром Звєрєвим-молодшим, якого переміг у прямих сетах, щоб виграти свій перший титул серед юніорів Великого шолома. У двоборстві, у партнерстві з чилійцем Ніколасом Джаррі, вони зіткнулися з Кайлом Едмундом з Великої Британії та португальцем Фредеріко Феррейра Сільвою, яким програли у двох сетах.

## Професійна кар’єра

### 2012 рік
Він увійшов до рейтингу ATP у лютому, після перемоги над Феліпе Мантільєю у F1 Чилі. У березні він дебютував у ATP Челленджер у Кубку Кахантуна 2012 року. Він програв у трьох сетах Фернандо Ромболі. 16 вересня він став наймолодшим гравцем Чилі, який дебютував у Кубку Девіса, а потім програв Сімоне Болеллі. У жовтні Гарін виграв найкращий виступ у чемпіонаті F11 у Чилі, діставшись до півфіналу після перемоги над Хуаном Карлосом Саесом, №435 у рейтингу ATP.

### 2013: Перша професійна перемога
У лютому він отримав підстановочний знак для основного розіграшу VTR Open 2013, турніру ATP 250. У першому турі він переміг Душана Лайовича у двох сетах, набравши 20 бали за рейтинг. Він програв у трьох сетах Джеремі Шарді у другому турі, після виграшу першого сету.
Він також представляв свою країну у 2-му турі групи I американської зони Кубку Девіса 2013 року проти Еквадору, провівши два одиночні матчі.

### 2014 рік
У перший рік роботи професіоналом він отримав уайлд-кард на 2014 Royal Guard Open, турнір ATP 250 у своїй країні, Чилі. Він не зміг повторити попередній рік другого туру, програвши у своєму першому матчі проти Шарді в прямих сетах. Наступного тижня він виграв кваліфікаційне місце на головному жеребкуванні Копа-Кларо 2014 року, ще однієї події ATP 250. Після цих виборів в ATP Tour він провів більшу частину року між Челленджерами та Ф'ючерсом, вигравши чотири з останніх. Він закінчив рік як №252 у світі.
У січні він зіграв за Чилі в групі II групи Америки, зона Кубка Америки, програвши свій одиночний та парний матчі. Чилі програла Барбадосу 3:2. Пізніше, в березні, він виграв два одиночні матчі проти парагвайської команди.

### 2015 рік
Цього року Гарін не потрапив до жодної основної розіграшу професійних турнірів, маючи на рік найкращі результати півфіналів складних турнірів. У січні він виступав за Чилі у 2015 році, група II зони Америкаської зони Кубка Девіса, вигравши свій одиночний матч проти Перу, серія, в якій Чилі виграла 5:0. У липні він виграв два одиночні матчі проти Мексики, серія, в якій Чилі також виграла 5:0. У вересні Гарін з Гансом Подліпником виграв парний матч проти Венесуели, серія, в якій Чилі теж виграла 5:0, і домоглася просування в групу I. Гарін закінчив рік як №321 у світі.

### 2016: Перший титул претендента
Гарін лише брав участь Відкритому чемпіонаті Женеви-2016 у професійному турі після перемоги в кваліфікаційному розіграші. До кінця сезону він брав участь у турнірах Челленджера та Ф'ючерсах, вигравши чотири останніх і досягнувши свого першого титулу Челленджера в Лімі в кінці сезону. Гарін закінчив рік як №211 у світі.
У січні він зіграв за Чилі в 2016 році в групі І зони Америкаської зони Кубку Девіса і виграв одиночний матч проти Домініканської Республіки, коли серія вже була вирішена, Чилі виграв серію 5–0. У вересні він зіграв у плей-офф світової групи Кубка Девіса 2016 року та програв два одиночні матчі проти Канади. Чилі програв серію 5–0.

### 2017: Дебют Великого шолома та топ-200
У січні Гарін увійшов до топ-200, наступного місяця досяг 187-го місця у світі. Гарін успішно пройшов через кваліфікаційний розіграш Вімблдону, з першої спроби. В основному жеребкуванні Гарін програв у чотирьох сетах проти Джека Сока, 17-го посіву. Гарін закінчив рік як №311 у світі.
У січні він виступав за Чилі у 2017 році в Кубку Девіса в Америці, зона I групи, і виграв одиночний матч проти Домініканської Республіки, Чилі виграв серію 5–0. У квітні він виграв одиночний матч і програв ще один проти Колумбії, Чилі програв серію 3–1.

### 2018: Три титули претендента та 100 найкращих
Не зумівши захистити очки минулорічного гарного старту, Гарін в середині січня потрапив під №373 світу. Крістіан зміг повернути своє падіння завдяки гарним презентаціям на турнірах Челленджера, досягши трьох півфіналів (і одного фіналу) з шести презентацій за три місяці. У травні він дійшов до чергового фіналу. У липні він зміг захистити свою участь у Вімблдоні, пробившись знову через кваліфікаційну нічию, і програв Адріану Маннаріно в чотирьох сетах у першому раунді. У вересні Гарін вийшов у третій фінал року. Коли в жовтні стартували латиноамериканські гойдалки на турнірах Челленджера, Гарін виграв Челленджер з Кампінасу. Наступного тижня він підняв титул у Челленджер Санто-Домінго. Після тижневого відпочинку Гарін вдруге у своїй кар’єрі переміг ще одного претендента - Ліму. З цим останнім турніром Гарін увійшов до топ-100, зайнявши 89 місце у світі. Гарін завершив свій рік п’ятнадцятьма перемогами поспіль та трьома титульними титулами на рівні Челленджера.
У квітні він зіграв за Чилі в групі I групи Кубка Америки в Девісі і програв два одиночні матчі проти Аргентини. Чилі програли серію 3–2. Однак 2018 рік був сьомим поспіль для Гаріна, який представляв свою країну на Кубку Девіса, вражаючим досягненням, враховуючи, що йому тоді було лише 21 рік.

### 2019: Два титули ATP, перший чвертьфінал Masters та топ-40
Гарін вперше безпосередньо взяв участь у головному розіграші Великого шолома на Відкритому чемпіонаті Австралії у 2019 році, але програв у прямих сетах Девіду Ґоффену.  Це також була його перша участь у першому Великому шоломі року. Після Австралії Крістіан взяв участь на Кубку Девіса для Чилі 2019 проти Австрії. Гарін програв Деннісу Новака, але переміг у вирішальному матчі проти Юрія Родіонова,  давши чилійській команді першу перемогу в Європі за 50 років; це також поставило Чилі у фінал Кубка Девіса-2019, де вони не змогли пройти груповий етап.
В останній тиждень лютого Гарін вийшов у свій перший фінал ATP, на Brasil Open 2019, але програв титул Гвідо Пелле в прямих сетах.  Програвши в кваліфікаційному раунді Відкритого чемпіонату Маямі-2019, Гарін розпочав підготовку до майбутнього сезону на грунтових кортах. У другому тижні квітня він повернувся до траси з чудовим пробігом на чемпіонаті США з глинистого корту у 2019 році в Х'юстоні, штат Техас, де в підсумку виграв турнір. На своєму шляху до фіналу Гарін переміг Пабло Куеваса, Джеремі Шарді, Анрі Лааксонена та Сема Квері, перш ніж зіткнутися з 20-річним норвежцем Каспером Руудом у своєму другому фіналі сезону. Обидва гравці прагнули до свого першого титулу на ATP Tour, і матч продовжився до третього сету, де Гарін нарешті зламав подачу Рууда і здобув остаточну перемогу. Це був перший титул для чилійця з 2009 року, коли Фернандо Гонсалес виграв титул на Відкритому чемпіонаті Чилі. 
Наприкінці квітня Гарін прибув до Європи, вигравши свій перший матч ATP за межами Америки проти Мартіна Кліжана в Барселоні,  де він пройшов третій раунд після перемоги над зіркою канадського тенісу Денисом Шаповаловим.  Наступного тижня він продовжив вигравати свій другий титул сезону в Мюнхені, включаючи приголомшливі перемоги проти таких фахівців, як №26 у світі Дієго Шварцмана,  №3 Олександра Звєрєва  та №19 Марко Чеккінато.  У фіналі він переміг чемпіона Будапешта Маттео Берреттіні в трьох сетах, ставши першим чилійцем, який виграв турнір ATP у Європі за останні десять років. 
Після поразки в прямих наборах від Стана Вавринки у другому турі Відкритого чемпіонату Франції 2019 року.  Гарін виграв лише два матчі в сезоні трави, обидва на чемпіонаті Росмалена на трав'яних кортах 2019 року, де він пройшов у чвертьфінал.  Основні моменти другого семестру Гаріна - це вихід у 1/8 фіналу в Кубку Роджерса 2019 року (рекорд першої перемоги проти світового No15 та колишнього топ-10 Джона Ізнера )  вихід у чвертьфінал на Ченду Open 2019  та його участь у майстерні Rolex Paris 2019. У цьому останньому турнірі Гарін зафіксував перемоги проти Пабло Куеваса,  №17 Джона Ізнера  та Джеремі Шарді.  Він програв у чвертьфіналі Григору Димитрову. Однак це був перший випадок, коли Гарін вийшов на такий просунутий етап у змаганнях високої категорії (ATP Tour Masters 1000). 

### 2020: Два титули за один місяць і 20 найкращих
Гарін розпочав свій рік, представляючи Чилі на Кубку АТР 2020. Як гравець номер один своєї країни, він грав проти Гаеля Монфіса,  Кевіна Андерсона  та Новака Джоковича,  програвши всі три матчі, коли його команда повернулася додому на останньому місці у своїй групі. Крістіан також виграв свій перший матч на Відкритому чемпіонаті Австралії, перемігши Стефано Травалью  перш ніж програв Милошу Раонічу в наступному раунді. 
На Golden Swing Гарін вийшов на Відкритий турнір у Кордові як №3. Третій титул він отримав після повернень у трьох із чотирьох своїх матчів (перемога, незважаючи на програш першого сету), включаючи фінал проти місцевого та №14 у світі Дієго Шварцмана.  Пропустивши Відкритий чемпіонат Аргентини з медичних причин, він взяв участь у відкритому чемпіонаті Ріо-2020. Гарін вийшов на східну позицію №3, посівши 22 місце в світі Душана Лайовича та 4 місце у світі Домініка Тіма. Після важкого старту в турнірі (із дуже суперечливим Андреєм Мартіном),  Гарін пройшов у фінал, вигравши Федеріко Дельбоніс,  Федеріко Корія  та № 5 Борну Корічу.  Вигравши перший сет у тай-брейку, Гарін повернувся з дефіцитом 3–5 у другому сеті фіналу проти Джанлуки Магери, щоб виграти матч; таким чином отримавши свій перший титул ATP 500.  З перемогою Гарін вперше у своїй кар'єрі опинився у топ-20 світового рейтингу ATP Tour (будучи шостим чилійцем в історії, який це зробив), як №18 світу  Менше подяки через тиждень, Гарін вийде на Відкритий чемпіонат Чилі 2020 як місцевий та №1. Однак, отримавши прощання в першому раунді та вигравши дуже суперечливий матч другого раунду проти Алехандро Давидовича Фокіна  він був змушений піти у відставку (через травму спини) після сету в його матчі проти екс-чемпіона Тіаго Сейбота Дикий .  Навіть незважаючи на це, Гарін збереже свій рейтинг №18 у світі після турніру.
Через призупинення туру ATP 2020 через пандемію COVID-19, Гарін (як і решта професійних тенісистів) не грав у жодному професійному турнірі до 7 червня.
Гарін повернувся до змагань у серпні 2020 Western & Southern Open, який брав участь у Нью-Йорку; Гарін програв у першому турі Альжажу Бедене.  Через тиждень він вийшов у другий тур Відкритого чемпіонату США 2020 року.  Після американських турнірів Гарін відправився в Європу на турніри з глинистої траси. Незважаючи на вихід з першого раунду на Відкритому чемпіонаті Італії 2020 (теніс), він відбився у півфіналі на Відкритому чемпіонаті Європи в Гамбурзі 2020 (здобувши перемоги над Кей Нішікори, Янніком Ханфманом та Олександром Бубліком), програвши в трьох тугих сетах Стефаносу Ціціпасу. Він переміг Філіпа Кольшрайбера  та Марка Полманса  перш ніж програв Карену Хачанову в третьому турі Відкритого чемпіонату Франції 2020 року.  Після цього Гарін брав участь лише в ще одному професійному турнірі - Erste Bank Open 2020; отримання першого туру перемоги над №19 у світі Стену Вавринка перед програшем Домініку Тіму.

### 2021: Титули вдома, другий чвертьфінал Мастерса, перший і другий четвертий раунди Великого шолома
Гарін розпочав рік послідовними виходами з другого туру на Відкритому пляжі Делрей-2021 та Відкритому Аргентині 2021. Після цього він увійшов до свого домашнього турніру, відкритого чемпіонату Чилі 2021 року, як перший насіння. Успішні перемоги над чилійцем Алехандро Табіло,  Хуаном Пабло Варільясом  та Даніелем Елахі Галаном,  не програвши сету, поставили його у фінал єдиного турніру ATP Tour своєї країни. Він переміг Факундо Багніса у трьох сетах за свій п'ятий титул.  Він брав участь у Відкритому чемпіонаті Маямі 2021 перед європейським сезоном на грунтових площадках, програвши у другому турі проти Маріна Чиліча після трьох жорстких сетів.
Гарін розпочав сезон з глини на Мастерсі Монте-Карло 2021 року, здобувши перемогу над 21-м світом Фелікса Оже- Аліассіма та Джона Міллмана. Це дозволило йому вийти в 1/8 фіналу на турнірі ATP Tour Masters 1000 втретє в кар'єрі. Потім він програв у прямих сетах остаточному чемпіону Стефаносу Ціціпасу. На тому ж турнірі в парному розряді він співпрацював з Гвідо Пеллою, щоб дійти до свого першого чвертьфіналу в парному розряді на Masters 1000, де вони були розгромлені четвертою посівною парою Зебальос / Граноллерс.
На наступному тижні Гарін увійшов у відкритий чемпіонат Барселони в 2021 році наступного тижня, програвши Кей Нісікори в трьох сетах під час другого туру. Далі він взяв участь у відкритому чемпіонаті Есторіл 2021 року, діставшись до чвертьфіналу, отримавши прощання у першому раунді та перехід від Річарда Гаске у другому раунді. Потім він програв Камерон Норрі у трьох сетах. На Відкритому чемпіонаті Мадрида, після перемог над Фернандо Вердаско та Домініком Кепфером, Гарін засмутив №3 світу Данила Медведєва, просунувшись до свого другого чвертьфіналу Мастерс 1000 (і першого на грунтовому майданчику).
Гарін здійснив свій найкращий турнір Великого шолома у своїй кар'єрі, діставшись до четвертого раунду на Відкритому чемпіонаті Франції після перемоги над Ж. І. Лондеро, М. Макдональдом та Маркосом Жироном. 
Зайнятий 17-м місцем на чемпіонаті Уімблдону 2021 року Гарін вперше у своїй кар'єрі та другий раз поспіль на мажорі в 2021 році досяг четвертого раунду, перемігши Педро Мартінеса в третьому раунді. Гарін - перший чилієць, який дійшов до четвертого туру Уімблдону, оскільки Фернандо Гонсалес у 2005 році пробіг до останніх восьми. 

## Графік виконання
(W) виграв; (F) фіналіст; (SF) півфіналіст; (QF) чвертьфіналіст; (#R) раунди 4, 3, 2, 1; (RR) круговий етап; (Q #) кваліфікаційний раунд; (P #) попередній раунд; (А) відсутній; (P) відкладено; (Z #) зональна група Davis / Fed Cup (із зазначенням номера) або плей-офф (PO); (G) золота, (F-S) срібна або (SF-B) бронзова олімпійська медаль; турнір зі зниженням рейтингу (NMS) Masters Series / 1000; (NH) не проводиться. SR = коефіцієнт страйку (перемоги / змагання)
Щоб уникнути плутанини та подвійного підрахунку, ці графіки оновлюються в кінці турніру або після закінчення участі гравця.

### Одиночний розряд
| Турнір                     | 2011 | 2012 | 2013 | 2014 | 2015 | 2016 | 2017 | 2018 | 2019  | 2020  | 2021  | SR                 | В–П                | Перемога%          |
| -------------------------- | ---- | ---- | ---- | ---- | ---- | ---- | ---- | ---- | ----- | ----- | ----- | ------------------ | ------------------ | ------------------ |
| Турніри Великого шлему     |      |      |      |      |      |      |      |      |       |       |       |                    |                    |                    |
| Australian Open            | A    | A    | A    | A    | A    | A    | A    | A    | 1R    | 2R    | A     | 0 / 2              | 1–2                | 33%                |
| French Open                | A    | A    | A    | A    | Q1   | A    | Q1   | Q1   | 2R    | 3R    | 4R    | 0 / 3              | 6–3                | 67%                |
| Wimbledon                  | A    | A    | A    | A    | A    | A    | 1R   | 1R   | 1R    | NH    | 4R    | 0 / 4              | 3–4                | 43%                |
| US Open                    | A    | A    | A    | A    | A    | A    | Q2   | Q1   | 2R    | 2R    |       | 0 / 2              | 2–2                | 50%                |
| Виграш–Програш             | 0–0  | 0–0  | 0–0  | 0–0  | 0–0  | 0–0  | 0–1  | 0–1  | 2–4   | 4–3   | 6–2   | 0 / 11             | 12–11              | 52%                |
| Національне представництво |      |      |      |      |      |      |      |      |       |       |       |                    |                    |                    |
| Davis Cup                  | A    | PO   | Z1   | Z2   | Z2   | PO   | Z1   | Z1   | GS    | A     |       | 0 / 1              | 11–12              | 48%                |
| ATP Tour Masters 1000      |      |      |      |      |      |      |      |      |       |       |       |                    |                    |                    |
| Indian Wells Masters       | A    | A    | A    | A    | A    | A    | A    | A    | A     | NH    |       | 0 / 0              | 0–0                | 0%                 |
| Miami Open                 | A    | A    | A    | A    | A    | A    | A    | A    | Q1    | NH    | 2R    | 0 / 1              | 0–1                | 0%                 |
| Monte-Carlo Masters        | A    | A    | A    | A    | A    | A    | A    | A    | A     | NH    | 3R    | 0 / 1              | 2–1                | 67%                |
| Madrid Open                | A    | A    | A    | A    | A    | A    | A    | A    | A     | NH    | QF    | 0 / 1              | 3–1                | 75%                |
| Italian Open               | A    | A    | A    | A    | A    | A    | A    | A    | A     | 1R    | 2R    | 0 / 2              | 1–2                | 33%                |
| Canadian Open              | A    | A    | A    | A    | A    | A    | A    | A    | 3R    | NH    |       | 0 / 1              | 2–1                | 67%                |
| Cincinnati Masters         | A    | A    | A    | A    | A    | A    | A    | A    | 1R    | 1R    |       | 0 / 2              | 0–2                | 0%                 |
| Shanghai Masters           | A    | A    | A    | A    | A    | A    | A    | A    | 2R    | NH    |       | 0 / 1              | 1–1                | 50%                |
| Paris Masters              | A    | A    | A    | A    | A    | A    | A    | A    | QF    | A     |       | 0 / 1              | 3–1                | 75%                |
| Виграш–Програш             | 0–0  | 0–0  | 0–0  | 0–0  | 0–0  | 0–0  | 0–0  | 0–0  | 6–4   | 0–2   | 6–4   | 0 / 10             | 12–10              | 55%                |
| Статистика кар'єри         |      |      |      |      |      |      |      |      |       |       |       |                    |                    |                    |
|                            | 2011 | 2012 | 2013 | 2014 | 2015 | 2016 | 2017 | 2018 | 2019  | 2020  | 2021  | Кар'єра            | Кар'єра            | Кар'єра            |
| Турніри                    | 0    | 0    | 1    | 2    | 0    | 1    | 1    | 1    | 24    | 11    | 12    | Успіх загалом: 53  | Успіх загалом: 53  | Успіх загалом: 53  |
| Титули                     | 0    | 0    | 0    | 0    | 0    | 0    | 0    | 0    | 2     | 2     | 1     | Успіх загалом: 5   | Успіх загалом: 5   | Успіх загалом: 5   |
| Фінали                     | 0    | 0    | 0    | 0    | 0    | 0    | 0    | 0    | 3     | 2     | 1     | Успіх загалом: 6   | Успіх загалом: 6   | Успіх загалом: 6   |
| Загалом Виграш–Програш     | 0–0  | 0–1  | 2–4  | 2–3  | 3–0  | 1–3  | 2–2  | 0–3  | 32–24 | 18–12 | 17–11 | 5 / 53             | 77–63              | 55%                |
| Перемога (%)               | –    | 0%   | 33%  | 40%  | 100% | 25%  | 50%  | 0%   | 57%   | 45%   | 61%   | Успіх загалом: 55% | Успіх загалом: 55% | Успіх загалом: 55% |
| Річний рейтинг             | n/a  | 923  | 388  | 252  | 321  | 211  | 311  | 84   | 33    | 22    |       | $2,885,460         | $2,885,460         | $2,885,460         |

### Парний розряд
| Турніри                    | 2013 | 2014 | 2015 | 2016 | 2017 | 2018 | 2019 | 2020 | 2021 | В–П                | Перемога%          |
| -------------------------- | ---- | ---- | ---- | ---- | ---- | ---- | ---- | ---- | ---- | ------------------ | ------------------ |
| Турніри Великого шлему     |      |      |      |      |      |      |      |      |      |                    |                    |
| Australian Open            | A    | A    | A    | A    | A    | A    | A    | A    | A    | 0–0                | 0%                 |
| French Open                | A    | A    | A    | A    | A    | A    | 1R   | 1R   |      | 0–2                | 0%                 |
| Wimbledon                  | A    | A    | A    | A    | A    | A    | 1R   | NH   |      | 0–1                | 0%                 |
| US Open                    | A    | A    | A    | A    | A    | A    | 1R   | A    |      | 0–1                | 0%                 |
| Win–Loss                   | 0–0  | 0–0  | 0–0  | 0–0  | 0–0  | 0–0  | 0–3  | 0–1  | 0–0  | 0–4                | 0%                 |
| Національне представництво |      |      |      |      |      |      |      |      |      |                    |                    |
| Davis Cup                  | A    | Z2   | Z2   | A    | A    | A    | A    | A    |      | 1–1                | 50%                |
| ATP Tour Masters 1000      |      |      |      |      |      |      |      |      |      |                    |                    |
| Indian Wells Masters       | A    | A    | A    | A    | A    | A    | A    | NH   |      | 0–0                | 0%                 |
| Miami Open                 | A    | A    | A    | A    | A    | A    | A    | NH   | A    | 0–0                | 0%                 |
| Monte-Carlo Masters        | A    | A    | A    | A    | A    | A    | A    | NH   | QF   | 2–1                | 67%                |
| Madrid Open                | A    | A    | A    | A    | A    | A    | A    | NH   | 2R   | 1–0                | 100%               |
| Italian Open               | A    | A    | A    | A    | A    | A    | A    | 1R   | 1R   | 0–2                | 0%                 |
| Canadian Open              | A    | A    | A    | A    | A    | A    | 1R   | NH   |      | 0–1                | 0%                 |
| Cincinnati Masters         | A    | A    | A    | A    | A    | A    | 2R   | 1R   |      | 1–2                | 33%                |
| Shanghai Masters           | A    | A    | A    | A    | A    | A    | 1R   | NH   |      | 0–1                | 0%                 |
| Paris Masters              | A    | A    | A    | A    | A    | A    | A    | A    |      | 0–0                | 0%                 |
| Виграш–Програш             | 0–0  | 0–0  | 0–0  | 0–0  | 0–0  | 0–0  | 1–3  | 0–2  | 3–2  | 4–7                | 40%                |
| Статистика кар'єри         |      |      |      |      |      |      |      |      |      |                    |                    |
| Турніри                    | 1    | 1    | 0    | 0    | 0    | 0    | 14   | 6    | 6    | Успіх загалом: 28  | Успіх загалом: 28  |
| Загалом Виграш–Програш     | 0–1  | 1–2  | 1–0  | 0–0  | 0–0  | 0–0  | 3–13 | 2–6  | 4–5  | 11–27              | 29%                |
| Перемога (%)               | 0%   | 33%  | 100% | –    | –    | –    | 19%  | 25%  | 50%  | Успіх загалом: 29% | Успіх загалом: 29% |
| Річний рейтинг             | 540  | 360  | 576  | 429  | 521  | 501  | 345  | 286  |      |                    |                    |

## Фінал кар’єри ATP

### Одиночний розряд: 6 (5 перемог, 1 поразка)
| Легенда                       |
| ----------------------------- |
| Турніри Великого шолома (0–0) |
| Фінали ATP (0–0)              |
| ATP Tour Masters 1000 (0–0)   |
| Турнір ATP 500 (1–0)          |
| Тур ATP 250 (4–1)             |

| Перемоги за поверхнею |
| --------------------- |
| Хард (0–0)            |
| Глина (5–1)           |
| Трава (0–0)           |

| Перемоги за місцем проведення |
| ----------------------------- |
| На відкритому повітрі (5–0)   |
| У приміщенні (0–1)            |

| Результат | В–П | Дата             | Турнір                                   | Рівень     | Поверхня  | Суперник          | Рахунок            |
| --------- | --- | ---------------- | ---------------------------------------- | ---------- | --------- | ----------------- | ------------------ |
| Поразка   | 0–1 | Березень 2019 р. | Brasil Open, Бразилія                    | 250 Series | Глина (i) | Гвідо Пелла       | 5–7, 3–6           |
| Перемога  | 1–1 | Квітень 2019 р.  | U.S. Men's Clay Court Championships, США | 250 Series | Глина     | Каспер Рууд       | 7–6(7–4), 4–6, 6–3 |
| Перемога  | 2–1 | Травень 2019 р.  | Bavarian Championships, Німеччина        | 250 Series | Глина     | Маттео Берреттіні | 6–1, 3–6, 7–6(7–1) |
| Перемога  | 3–1 | Лютий 2020 р.    | Córdoba Open, Аргентина                  | 250 Series | Глина     | Дієго Шварцман    | 2–6, 6–4, 6–0      |
| Перемога  | 4–1 | Лютий 2020 р.    | Rio Open, Бразилія                       | 500 Series | Глина     | Джанлука Магер    | 7–6(7–3), 7–5      |
| Перемога  | 5–1 | Березень 2021 р. | Chile Open, Чилі                         | 250 Series | Глина     | Факундо Багніс    | 6–4, 6–7(3–7), 7–5 |

## Фінали ATP Challengers та ITF Futures

### Одиночний розряд: 7 (4 перемоги, 3 поразки)
| Легенда               |
| Челленджери ATP (4–3) |
| Ф'ючерси ITF (8–2)    |

| Результат | В–П | Дата             | Турнір                                  | Рівень     | Поверхня | Суперник            | Рахунок             |
| --------- | --- | ---------------- | --------------------------------------- | ---------- | -------- | ------------------- | ------------------- |
| Поразка   | 0–1 | Травень 2013 р.  | Chile F3, Сантьяго                      | Futures    | Глина    | Джеймс Дакворт      | 1–6, 3–6            |
| Перемога  | 1–1 | Травень 2014 р.  | Brazil F4, Натал                        | Futures    | Глина    | Талес Туріні        | 6–4, 4–6, 6–3       |
| Поразка   | 1–2 | Травень 2014 р.  | Usa F14, Тампа                          | Futures    | Глина    | Бйорн Фратанжело    | 2–6, 3–6            |
| Перемога  | 2–2 | Червень 2014 р.  | Spain F12, Мадрид                       | Futures    | Глина    | Ніколас Яррі        | 3–6, 6–3, 6–1       |
| Перемога  | 3–2 | Листопад 2014 р. | Brazil F11, Порту-Алегрі                | Futures    | Глина    | Кайо Замп'єрі       | 6–2, 4–6, 6–4       |
| Перемога  | 4–2 | Грудень 2014 р.  | Argentina F20, Мендоса                  | Futures    | Глина    | Гжегож Панфіль      | 6–4, 5–7, 6–2       |
| Перемога  | 5–2 | Лютий 2016 р.    | Spain F5, Картахена                     | Futures    | Глина    | Оріоль Рока Баталла | 6–4, 6–2            |
| Перемога  | 6–2 | Травень 2016 р.  | Tunisia F20, Хаммамет                   | Futures    | Глина    | Карлос Табернер     | 6–3, 7–6 (7–1)      |
| Перемога  | 7–2 | Червень 2016 р.  | Tunisia F21, Хаммамет                   | Futures    | Глина    | Нікола Мілошевич    | 6–4, 2–6, 6–0       |
| Перемога  | 8–2 | Липень 2016 р.   | Italy F19, Неаполь                      | Futures    | Глина    | Хуан Пабло Пас      | 6–2, 6–0            |
| Перемога  | 1–0 | Жовтень 2016 р.  | Ліма, Перу                              | Challenger | Глина    | Гвідо Андреоцці     | 3–6, 7–5, 7–6 (7–3) |
| Поразка   | 1–1 | Лютий 2018 р.    | Куернавака, Мексика                     | Challenger | Хард     | Денніс Новіков      | 4–6, 3–6            |
| Поразка   | 1–2 | Травень 2018 р.  | Лісабон, Португалія                     | Challenger | Глина    | Томмі Робредо       | 6–3, 3–6, 2–6       |
| Поразка   | 1–3 | Вересень 2018 р. | Комо, Італія                            | Challenger | Глина    | Сальваторе Карузо   | 5–7, 4–6            |
| Перемога  | 2–3 | Жовтень 2018 р.  | Сан-Паулу, Бразилія                     | Challenger | Глина    | Федеріко Делбоніс   | 6–3, 6–4            |
| Перемога  | 3–3 | Жовтень 2018 р.  | Santo Domingo, Домініканська Республіка | Challenger | Глина    | Федеріко Делбоніс   | 6–4, 5–7, 6–4       |
| Перемога  | 4–3 | Жовтень 2018 р.  | Ліма, Перу                              | Challenger | Глина    | Педро Соуза         | 6–4, 6–4            |

### Парний розряд: 5 (1 перемога, 4 поразки)
| Легенда (одиночні) |
| ------------------ |
| Челендери (1–4)    |
| Ф'ючерси (1–1)     |

| Результат | В–П | Дата             | Турнір                            | Рівень     | Поверхня | Партнер                 | Суперники                            | Рахунок       |
| --------- | --- | ---------------- | --------------------------------- | ---------- | -------- | ----------------------- | ------------------------------------ | ------------- |
| Перемога  | 1–0 | Травень 2013 р.  | ITF Сантьяго, Чилі                | Futures    | Глина    | Ніколас Яррі            | Гвілермо Рівера Крістобаль Сааведра  | 6–2, 6–2      |
| Перемога  | 1–0 | Квітень 2014 р.  | Cachantun Cup, Чилі               | Challenger | Глина    | Ніколас Яррі            | Хорхе Агілар Ханс Подліпнік          | w/o           |
| Поразка   | 1–1 | Грудень 2014 р.  | ITF Аргентина F20                 | Futures    | Глина    | Хорхе Агілар            | Факундо Мена Матео Ніколас Мартінез  | 6–7(4–7), 4–6 |
| Поразка   | 1–1 | Червень 2015 р.  | Milan Aspria Cup, Італія          | Challenger | Глина    | Хуан Карлос Саес        | Нікола Мектич Антоніо Санчич         | 3–6, 4–6      |
| Поразка   | 1–2 | Жовтень 2015 р.  | Porto Alegre Challenger, Бразилія | Challenger | Глина    | Хуан Карлос Саес        | Гаштан Еліаш Федеріко Ферейра Сільва | 2–6, 4–6      |
| Поразка   | 1–3 | Серпень 2016 р.  | Cortina International, Італія     | Challenger | Глина    | Роберто Карбальєс Баена | Джеймс Серретані Філіпп Освальд      | 3–6, 2–6      |
| Поразка   | 1–4 | Листопад 2016 р. | Montevideo Open, Уругвай          | Challenger | Глина    | Фабіано де Паула        | Андрес Мольтені Дієго Шварцман       | w/o           |

## Юніорські фінали Великого шолома

### Одиночний розряд: 1 (1 перемога)
| Результат | Рік  | Турнір                      | Поверхня | Суперник         | Рахунок  |
| --------- | ---- | --------------------------- | -------- | ---------------- | -------- |
| Перемога  | 2013 | Відкритий чемпіонат Франції | Глина    | Олександр Звєрєв | 6–4, 6–1 |

### Парний розряд: 1 (1 поразка)
| Результат | Рік  | Турнір                      | Поверхня | Партнер        | Суперники                             | Рахунок  |
| --------- | ---- | --------------------------- | -------- | -------------- | ------------------------------------- | -------- |
| Поразка   | 2013 | Відкритий чемпіонат Франції | Глина    | Ніколас Джаррі | Кайл Едмунд Фредеріко Феррейра Сільва | 3–6, 3–6 |

## Рекорд проти 10 найкращих гравців
Рекорди матчів Гаріна проти тих, хто потрапив у топ-10, серед тих, хто був №1 напівжирним шрифтом, та колишніх гравців курсивом.
- Джон Ізнер 2–0
- Фернандо Вердаско 2–0
- Дієго Шварцман 2–2
- Александр Зверєв 1–0
- Нішікорі Кеі 1–1
- Денис Шаповалов 1–1
- Стен Вавринка 1–1
- Маттео Берреттіні 1–2
- Данило Медведєв 1–2
- Роберто Баутіста Аґут 0–1
- Кевін Андерсон 0–1
- Григор Димитров 0–1
- Давід Ґоффен 0–1
- Карен Хачанов 0–1
- Гаель Монфіс 0–1
- Милош Раонич 0–1
- Джек Сок 0–1
- Домінік Тім 0–1
- Пабло Карреньо Буста 0–2
- Марин Чилич 0–2
- Новак Джокович 0–2
- Андрій Рубльов 0–2
- Стефанос Ціціпас 0–2

* Статистика правильна станом на 5 липня 2021.

### Рекорд проти гравців №11–20
Рекорд Гаріна проти гравців, які потрапили до світового рейтингу 11–20:
- Пабло Куевас 4–0
- Каспер Рууд 2–0
- Фелікс Оже-Аліассім 2–1
- Кайл Едмунд 1–0
- Філіпп Кольшрайбер 1–0
- Сем Кверрі 1–0
- Марко Чеккінато 1–1
- Борна Чорич 1–2
- Алекс де Мінор 0–1
- Андреас Сеппі 0–1
- Гвідо Пелла 0–2

* Статистика правильна Станом на 7 травня 2021.

## Перемога у топ-10 суперників
- Він має 2–8 (20.0%) рекордів проти гравців, які на момент проведення матчу входили до топ-10.

| Сезон    | 2011 рік | 2012 рік | 2013 рік | 2014 рік | 2015 рік | 2016 рік | 2017 рік | 2018 рік | 2019 р | 2020 рік | 2021 рік | Усього |
| -------- | -------- | -------- | -------- | -------- | -------- | -------- | -------- | -------- | ------ | -------- | -------- | ------ |
| Перемога | 0        | 0        | 0        | 0        | 0        | 0        | 0        | 0        | 1      | 0        | 1        | 2      |

| #        | Гравець          | Ранг | Подія                       | Поверхня | Rd | Рахунок             | CG Rank |
| -------- | ---------------- | ---- | --------------------------- | -------- | -- | ------------------- | ------- |
| 2019 р   |                  |      |                             |          |    |                     |         |
| 1.       | Олександр Звєрєв | 3    | Відкритий Мюнхен, Німеччина | Глина    | QF | 6–4, 5–7, 7–5       | 47      |
| 2021 рік |                  |      |                             |          |    |                     |         |
| 2.       | Данило Медведєв  | 3    | Відкритий Мадрид, Іспанія   | Глина    | 3R | 6–4, 6–7 (2–7), 6–1 | 25      |